# Kara-Gol (Haštrud)
Kara-Gol (perz. قره گل) je sezonsko jezero u Istočnom Azarbajdžanu na sjeverozapadu Irana, oko 28 km jugozapadno od Haštruda odnosno 100 km jugoistočno od Tabriza. Smješteno je na južnim obroncima Kizil-Daga (1956 m) na nadmorskoj visini od 1798 m. Kara-Gol ima površinu od 4,5 ha, dubinu do 4,0 m i zapremninu od 100 tisuća m³. Elipsastog je oblika i proteže se duljinom od 380 m u smjeru sjeveroistok−jugozapad odnosno širinom od 200 m. Jezero se vodom opskrbljuje prvenstveno pomoću zapadnih i južnih planinskih izvora, a prilikom maksimalnog vodostaja otječe prema sjeveroistoku porječjem Ajdugmuša koji pripada kaspijskom slijevu. Najbliže naselje koje gravitira jezeru je Dave-Mejdani, selo udaljeno 1,8 km prema istoku. Ranih 2010-ih godina oko 200 m sjeveroistočno od jezera izgrađena je nasuta brana kojom se planira poplaviti šire područje doline Dare-je Kambeš-Darasi.